# José Ferragut Pou

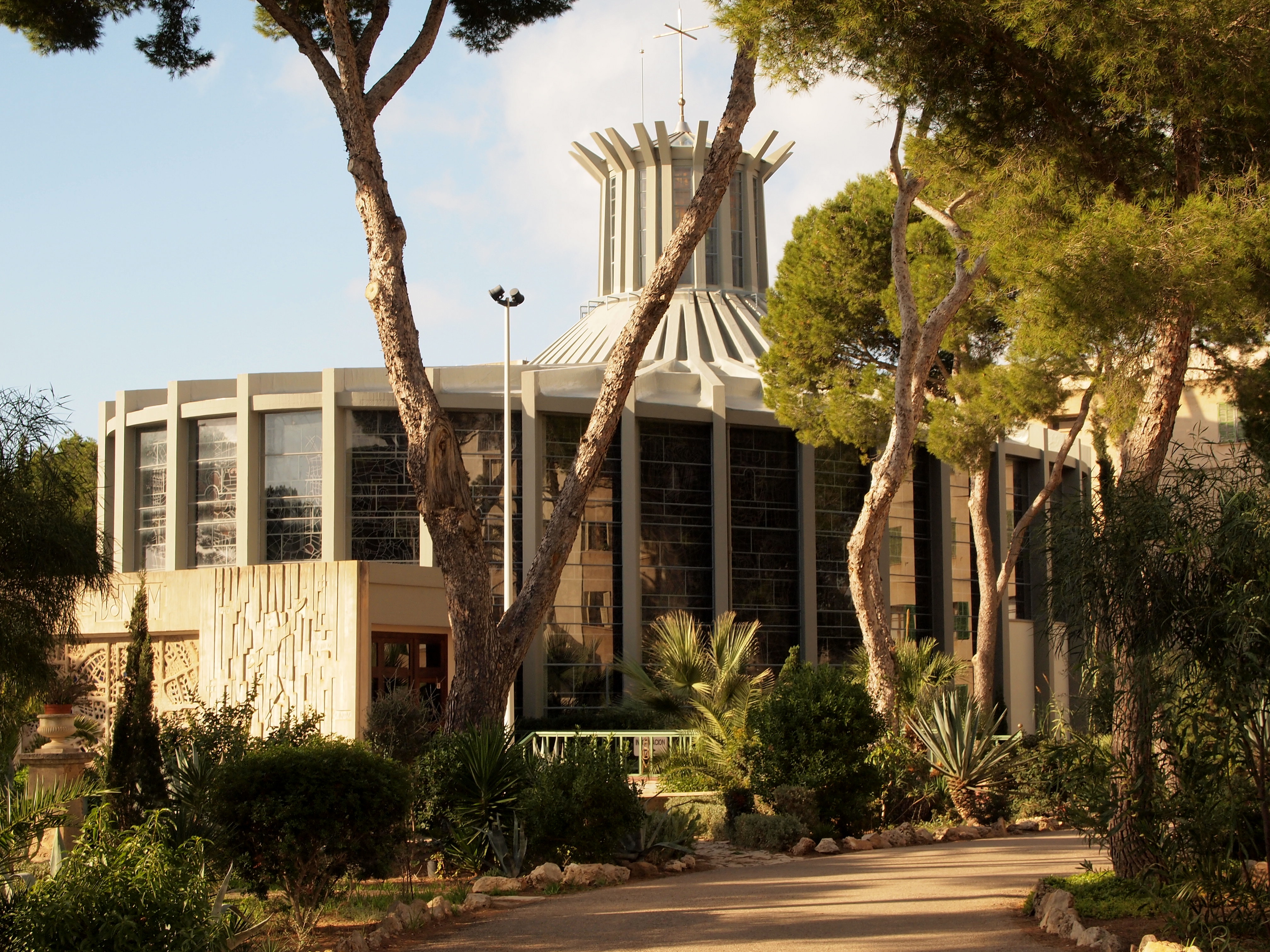
Iglesia de Nuestra Señora de los Ángeles de La Porciúncula

José Ferragut Pou (Palma de Mallorca, 1912 - 26 de febrero de 1968) fue un arquitecto español. Su obra evolucionó desde un tradicionalismo local hacia un estilo más moderno, caracterizado por la introducción del hormigón armado en las Islas Baleares.
Ferragut estudió en la Universidad de Barcelona y se licenció en 1942. Proyectó y construyó el colegio de San Francisco de Asís (1947-48). Colaboró con el arquitecto Gabriel Alomar y Esteve en la reforma de Palma de Mallorca (Plan Alomar) de 1950, que dio lugar a la construcción de parte de los edificios de la avenida Jaime III en estilo tradicionalista de posguerra. Entre 1955 y 1962 proyectó y construyó la iglesia de San Alonso Rodríguez. 
Fue arquitecto municipal de Pollensa. Realizó el poblado de trabajadores de la central térmica de Gas y Electricidad (GESA) en el Puerto de Alcudia en 1957 y las urbanizaciones del Mal Pas, en 1964, y de Barcarets, en 1966. En 1963 proyectó el edificio de oficinas de GESA en Palma, que fue una revolución dentro de la arquitectura balear, debido a la introducción de un nuevo concepto de funcionalidad. Entre 1963 y 1965 proyectó y construyó la nueva iglesia para el barrio de San Agustín de Palma de Mallorca y, entre 1965 y 1968 la de Nuestra Señora de los Ángeles de Porciúncula.
Además de arquitecto, también fue fotógrafo y cineasta aficionado.
En 2018 se estrenó un documental sobre la muerte del arquitecto, Vida i mort d'un arquitecte, de Miguel Eek. A pesar de que la primera hipótesis fue que murió asesinado por dos chaperos, delincuentes comunes, el caso no se resolvió definitivamente y los motivos de su asesinato no han sido esclarecidos.